# Хата, Масанори
Масанори Хата (яп. 畑 正憲, Hata Masanori, 17 апреля 1935, Фукуока, Фукуока, Япония — 5 апреля 2023, Накасибецу, Хоккайдо, Япония) — японский зоолог, публицист и кинорежиссёр. Популярный эссеист под псевдонимом Муцугоро, в 1977 году за свои произведения он был награждён премией Кикути Кан. Он наиболее известен на Западе как режиссёр и сценарист фильма 1986 года «Приключения Майло и Отиса».

## Биография
Хата родился в префектуре Фукуока, в 1958 году окончил биологический факультет Токийского университета, а в 1959 году получил степень магистра. По образованию зоолог, он работал режиссёром-документалистом, снимая фильмы о природе. Он переехал на восточное побережье Хоккайдо, чтобы основать заповедник «Царство животных Муцугоро», где он и его семья жили с более чем 300 дикими и домашними животными. Он является автором более 100 книг, в том числе сборников эссе Муцугоро о природе, таких как Warera dōbutsu mina kyōdai («Все мы, животные, братья и сестры», 1967) и Mutsogorō no hakubutsushi («Естественная история Муцугоро», 1975).
За четыре года Хата и помощник директора Кон Итикава сняли 400 000 футов плёнки в Царстве животных Муцугоро. Получившийся в результате фильм о приключениях рыжего полосатого кота и палевого мопса был выпущен Toho в 1986 году под названием «Конеко Моногатари» (子猫物語, «История котёнка») и стал самым кассовым фильмом года в Японии, собрав около 36 миллионов долларов. В том же году он был показан на Каннском кинофестивале как «Приключения Чатрана». Для распространения в США компанией Columbia Pictures его продолжительность была сокращена с 90 до 76 минут, и было добавлено повествование Дадли Мура на английском языке. Он был выпущен в 1989 году как «Приключения Майло и Отиса» (англ. The Adventures of Milo and Otis).
Умер 5 апреля 2023 года в возрасте 87 лет.